# Operclipygus friburgius
Operclipygus friburgius är en skalbaggsart som först beskrevs av Sylvain Auguste de Marseul 1864.  Operclipygus friburgius ingår i släktet Operclipygus och familjen stumpbaggar. Inga underarter finns listade i Catalogue of Life.